# Cubaris minima
Cubaris minima är en kräftdjursart som beskrevs av Albert Vandel 1977. Cubaris minima ingår i släktet Cubaris och familjen Armadillidae. Inga underarter finns listade i Catalogue of Life.